# 上海公交陆家嘴金融城1路
上海公交陆家嘴金融城1路，是由浦东杨高运营的一条专线线路，该线路为环线，由东昌路银城中路（东昌路渡口）到东昌路银城中路止，单圈长5.3公里。

## 历史
该线路为陆家嘴金融城白领通勤线路。开设该线路前，早在2010年4月中旬，陆家嘴金融城管委会完成了一份针对小陆家嘴地区白领上下班公交需求的调研。在陆家嘴，高峰通勤需求人群为4.5万人次/小时，其中，轨道分担1.5万人次，常规公交分担1万人次，其他人群可能要步行“最后一公里”上下班。
2011年4月28日，陆家嘴金融城1路正式开通运营。
2011年12月14日，该线路增加站点“陆家嘴环路花园石桥路”。

## 特点
为方便乘客，该线路车厢和站点配备了陆家嘴金融城LED信息发布系统，方便乘客随时获取各类金融行情与新闻咨询。同时，站点Wi-Fi全覆盖，乘客可在站内无线上网。有别于浦东公交的蓝色涂装，陆家嘴金融城1路拥有独立标识，车体色彩为红色并辅助金色装饰，设计主题为“我爱金融城”，借鉴了伦敦红色巴士的设计。

## 争议
该线路早晚高峰间隔3分钟，低谷时段8至9分钟。早高峰时段，大量市民换乘陆家嘴金融城1路上班，而线路间隔时间很长，乘客们只能排起长队。

## 走向和停靠站点
行驶路线自东昌路渡口站起，经花园石桥路、银城西路、银城北路、陆家嘴环路、银城中路、金洲街、东城路（折返）、陆家嘴环路、银城中路、东园路、银城北路、银城西路、拾步街、富城路至东昌路渡口终点站。
该线路停靠如下站点：东昌路渡口、花园石桥路银城中路、陆家嘴环路名商路、陆家嘴环路丰和路、陆家嘴环路东园路、金洲街银城中路、东城路陆家嘴环路、银城中路东园路、东园路银城中路、陆家嘴环路丰和路、陆家嘴环路名商路、陆家嘴环路花园石桥路、东昌路渡口。